# 미연형
미연형(일본어: 未然形 미젠케이[*])이란 일본어의 용언의 활용형의 하나이다. 4단동사의 어미가 ア단이다. 

## 정의
미연은 ‘아직 그렇지 않다’(まだそうではない)로는 뜻이며, 부정의 ‘ず’나 의지 · 추측을 나타내는 ‘む’가 붙을 때 변화되는 어형을 의식한 명칭이다. 에도시대의 국학에서는 장연언라고도 한다. 이것은 ‘그렇게 하려고 한다’(そうしようとする) ‘그렇게 될 것이다’(そうなるだろう)라는 뜻이다.
‘ず’나 ‘む’를 붙이면 4단동사의 어미은 ア단음으로 바뀐다. 예를 들어, ‘書く’는 ‘書かず’ ‘書かむ’가 된다. 여기에 기초를 두어 ‘ず’나 ‘む’가 붙을 때의 4단 동사가 아닌 다른 동사 활용이나 형용사 · 형용동사 · 조동사의 어형을 총칭한 것이 미연형이다. 미연형이 정해지고 나서, 반대로 어미와 결합할 때 あ단으로 변화하는 활용의 분류에도 사용되게 되어, 미연형에 접속하는 동사 · 조동사로 ‘る · らる’나 ‘す · さす’ ‘まし’…가 있는 것처럼 쓰이게 되었다.
또한 현대 일본어의 문법도 이것에 맞추어 만들어져 있지만, 의지의 ‘む’가 ‘う’가 된 것이나 (추측의 ‘む’는 형용동사의 ‘だろう’와 합류하여 연체형으로 활용된다.) 부정의 ‘ず’가 ‘ない’가 된 것으로 활용형이 달라져서, 4단동사는 ‘書こう’와 같이 ア단음+う→オ단 장음으로 변화하기에, 사단동사는 オ단음도 포함하게 되어 현대어에서 오단동사로 일컬어지게 되었고, 형용사 · 형용동사에서는 ‘おいしかろう’→맛있을 것이다 ‘靜かだろう’→조용할 것이다와 같이 ‘かろ’ ‘だろ’가 되었다. 또 형용사 · 형용동사에 ‘ない’가 붙으면 ‘おいしくない’→맛있지 않다 ‘靜かではない’→조용하지 않다가 되지만, ‘ない’를 보조형용사로 연용형의 ‘く’나 ‘で’가 되기에, 형용사 · 형용동사에서 부정형은 미연형에서 제외되게 되었다.
| 문어     | 문어         | 문어     | 문어         | 문어   | 구어         | 구어   | 구어       | 구어     | 구어 |
| 품사     | 활용의 종류  | 예시     | 어형         | 어형   | 활용의 종류  | 예시   | 어형       | 어형     |      |
| 동사     | 4단활용      | 書く     | かか         | -a     | 5단활용      | 書く   | かか かこ  | -a -o    |      |
| 동사     | ラ행변격활용 | あり     | あら         | -a     | 5단활용      | 書く   | かか かこ  | -a -o    |      |
| 동사     | ナ행변격활용 | 死ぬ     | しな         | -a     | 5단활용      | 書く   | かか かこ  | -a -o    |      |
| 동사     | 하1단활용    | 蹴る     | け           | -e     | 5단활용      | 書く   | かか かこ  | -a -o    |      |
| 동사     | 하2단활용    | 受く     | うけ         | -e     | 하1단활용    | 受ける | うけ       | -e       |      |
| 동사     | 상1단활용    | 着る     | き           | -i     | 상1단활용    | 起きる | おき       | -i       |      |
| 동사     | 상2단활용    | 起く     | おき         | -i     | 상1단활용    | 起きる | おき       | -i       |      |
| 동사     | カ행변격활용 | 來       | こ           | -o     | カ행변격활용 | 來る   | こ         | -o       |      |
| 동사     | サ행변격활용 | す       | せ           | -i     | サ행변격활용 | する   | し せ さ   | -i -e -a |      |
| 형용사   | ク활용       | なし     | なから       | から   |              | ない   | なかろ     | かろ     |      |
| 형용사   | シク활용     | 美し     | うつくしから | しから |              | ない   | なかろ     | かろ     |      |
| 형용동사 | ナリ활용     | 靜かなり | しずかなら   | なら   |              | 靜かだ | しずかだろ | だろ     |      |
| 형용동사 | タリ활용     | 堂々たり | どうどうたら | たら   |              | 靜かだ | しずかだろ | だろ     |      |

## 언어학으로 본 미연형
형태론에서 보면, 일본어 동사는 자음어간동사와 모음어간동사으로 나눌 수 있다. 4단동사를 로마자분석하면, kak|anai · kak|imasu · kak|u…와 같이 변화되지 않는 것은 k 등의 자음 부분까지이다. 이 단어 변화하지 않는 부분을 어간이라고 부르며, 변화하는 것은 어미라고 부르므로, 4단동사는 어간이 자음으로 끝나기에 자음어간동사이다. 이 기준으로부터 보면, ラ행변격활용 · ナ행변격활용동사도 자음어간동사이고, 특정의 어미가 도착할 때 불규칙한 어형을 가질 뿐이다. 한편, 1단동사나 2단동사는 어간이 모음으로 끝나는 모음어간 동사이다. (다만, 문어에 대해서는 모음어간은 모음교환을 일으켜 2가지 방법의 어형을 갖고 있다.) 예를 들어 ‘起きる’→일어나다는 oki|nai, oki|masu, oki|ru, oki|reba…, ‘食べる’→먹다는 tabe|nai, tabe|masu, tabe|ru, tabe|reba와 같이 e나 i까지가 어간이다. 덧붙여서 サ행변격활용이나 カ행변격활용으로 여겨지는 ‘す(する)’ ‘く(くる)’는 이러한 규칙에 맞지 않는 어형변화를 하므로 불규칙 동사로 분류된다.

## 같이 보기
- 활용#일본어의 활용